# Gépébus Oréos 55
De Gépébus Oréos 55 is een midibustype van de Franse busfabrikant PVI. Deze bus heeft een elektrische aandrijving en is onderdeel van een busscala genaamd Gépébus Oréos. De bus werd in 1990 geïntroduceerd en in 2000 vervangen door de Gépébus Oréos 4X.

## Inzet
Dit bustype komt vooral voor in Frankrijk.
| Bedrijf   | Type      | Aantal    | Series               | Inzet     | Opmerking |
| Frankrijk | Frankrijk | Frankrijk | Frankrijk            | Frankrijk | Frankrijk |
| --------- | --------- | --------- | -------------------- | --------- | --------- |
| RATP      | Oréos 55  | 2         | 1315-1316            | Parijs    |           |
| RATP      | Oréos 55E | 10        | 1303-1304, 1306-1313 | Parijs    |           |
| TCL       | Oréos 55  | 21        | 3501-3521            | Lyon      |           |

## Verwante bustypen
- Gépébus Oréos 22